# Линейные корабли типа К-1000
Линейные корабли типа К-1000 — несуществующий проект линкора, якобы прорабатываемый в Советском Союзе в начале Холодной войны. Слухи о новом советском линкоре были широко распространены, и упоминание о данном проекте есть, например, в Jane’s Fighting Ships. В разных источниках приводятся разные данные по этому проекту — где-то он представал как чисто артиллерийский корабль, где-то (несколько чаще) он имел 2 артиллерийские башни, а вместо второй пары башен стояли ракетные установки, закрываемые характерными куполами. Названия кораблей, якобы утверждённых к постройке, были такими:
- «Страна Советов»
- «Советская Белоруссия»
- «Красная Бессарабия»
- «Красная Сибирь»
- «Советская Конституция»
- «Ленин»
- «Советский Союз»

Некоторые названия повторяли таковые у реальных линкоров типа «Советский Союз». Возможно, имело место смешивание реальности и мистификации. СССР принимал активное участие в продвижении слухов о проекте К-1000. В частности, опубликованное на Западе советское «Руководство по распознаванию кораблей флота» включало упоминание корабля «Советская Белоруссия» с указанием планируемой даты ввода в строй 10 ноября 1953 года. Прилагаемые чертежи, добавлявшие реалистичности, являлись прямыми заимствованиями из Jane’s Fighting Ships 1949—1950 годов.

На самом деле, в СССР никогда не прорабатывался подобный проект, так как все страны списывали свои линкоры, ставшие бесполезными из-за авианосцев, и постройка нового линкора была бесперспективным делом. В реальности, только в США был проект, который мог бы походить на К-1000. Это был проект перестройки недостроенного линкора типа Айова, «Кентукки», в «ракетный линкор», который так и не был осуществлён.